# Diemantstein
Diemantstein ist ein Gemeindeteil des Marktes Bissingen im Landkreis Dillingen an der Donau. Das Dorf liegt etwa fünf Kilometer westlich von Bissingen im Kesseltal und wurde am 1. Juli 1972 in den Markt eingegliedert.

## Geschichte
Die Gründung des Ortes geht auf die Herren vom Stain oder von dem Stain (=Burg) (siehe Herrschaft Diemantstein) zurück. Diese sind erstmals mit „Timo de Lapide“ (lateinisch: Timo vom Stein) 1236 urkundlich erwähnt. Der Ortsname Diemantstein trat erstmals 1362 auf. Die gleichnamige Stammburg befindet sich in zentraler Lage im Dorf, von dieser Burg ist allerdings nur wenig erhalten. Die katholische Pfarrkirche Sankt Ottilia nimmt mit ihren Nebengebäuden den Platz der früheren Höhenburg ein.

## Baudenkmäler
Siehe: Liste der Baudenkmäler in Diemantstein

## Wappen
Blasonierung: Unter silbernem Schildhaupt, darin ein schwarzer Schrägbalken, in Rot ein schreitender, golden bewehrter silberner Hahn.

## Persönlichkeiten
- Alban Haas (1877–1968), katholischer Priester, Prälat und Historiker; Ehrenbürger von Neustadt an der Weinstraße, Inhaber des Großen Goldenen Ehrenzeichens für Verdienste um die Republik Österreich[4]